# Monte Xarife
Monte Xarife (português brasileiro) ou Xerife (português europeu) (em árabe: جبل شريف‎; romaniz.: Jabal ash Sherif) é um monte da Líbia, situado a 130 quilômetros a sudoeste do oásis de Cufra, no distrito de Cufra. É conhecido como sítio onde o capitão Pat Clayton, durante sua marcha em direção a Cufra, foi emboscado e ferido por tropas italianas em 1941.